# Caccia da attacco

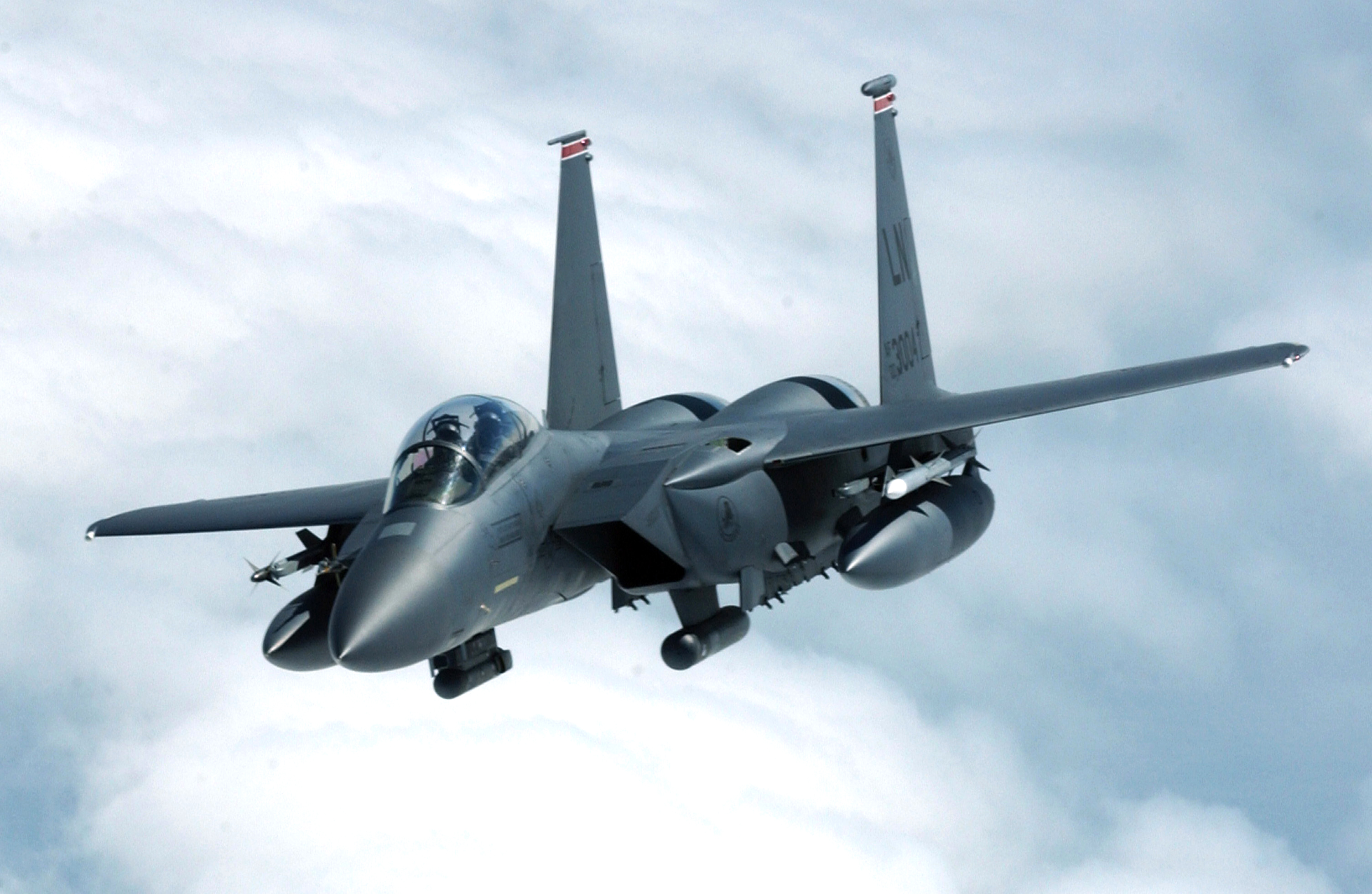
McDonnell Douglas F-15E Strike Eagle.

Fiat G.91.

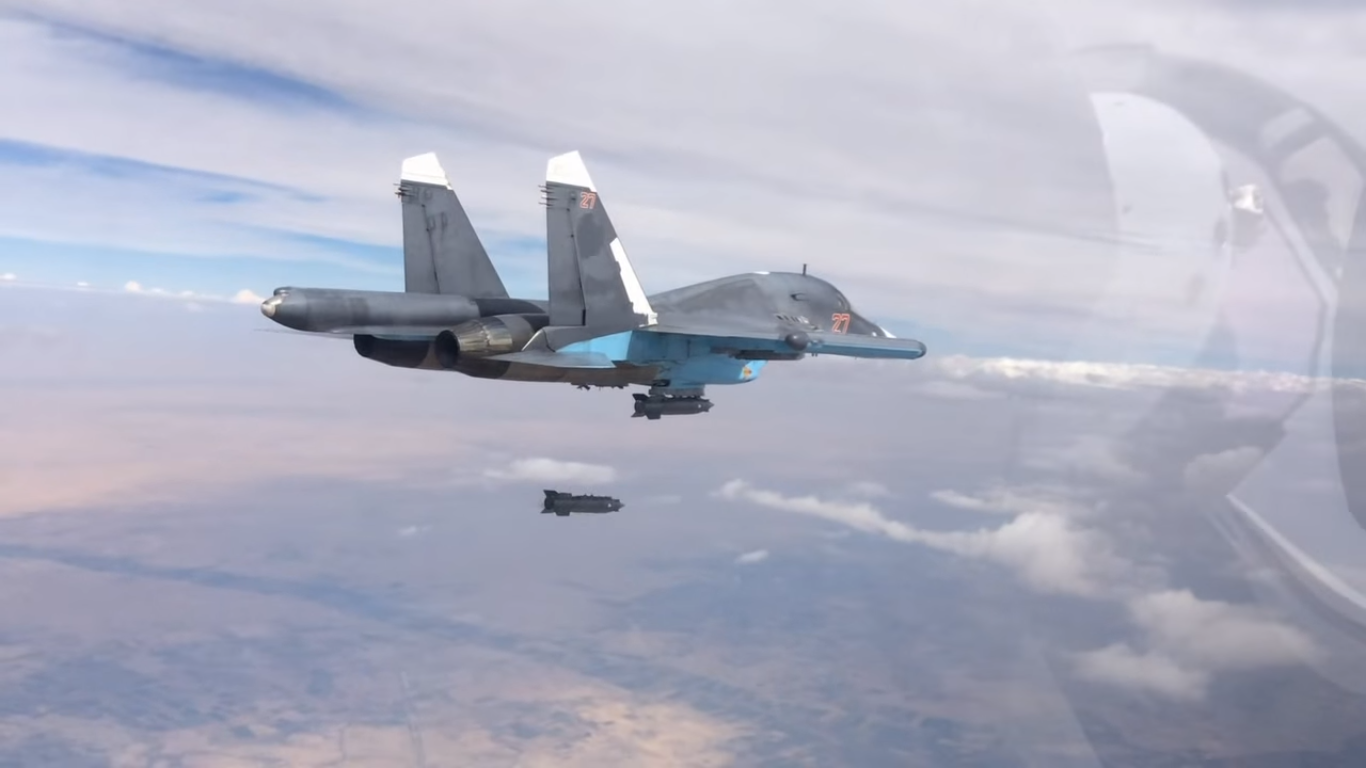
Sukhoi Su-34

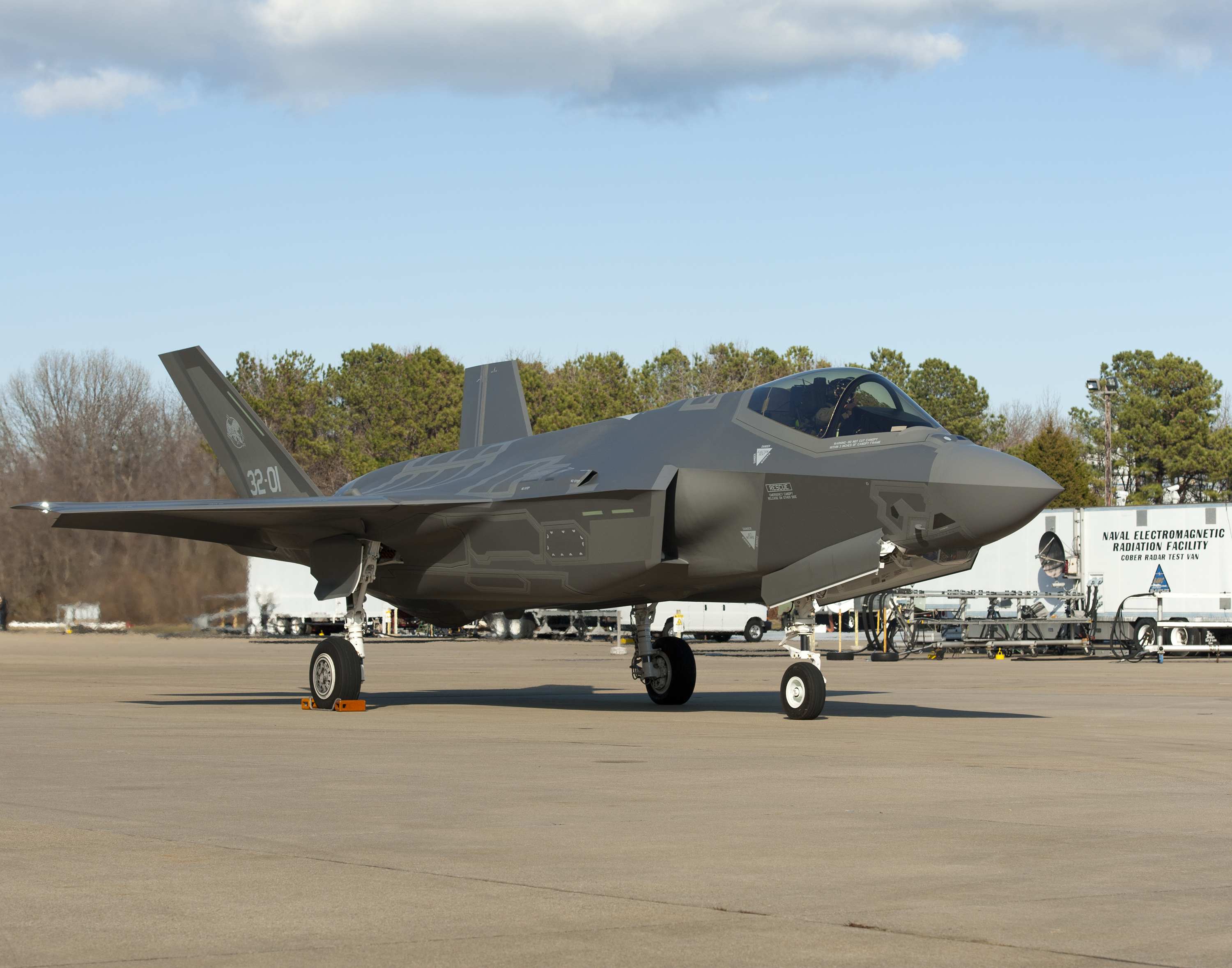
Lockheed Martin F-35 Lightning II

Un caccia da attacco (in inglese: strike fighter) è un aereo militare da combattimento multiruolo designato per operare primariamente come un aereo da attacco, ma che incorpora anche le performances e le caratteristiche di un aereo da caccia.

## Descrizione
Si tratta di un aereo simile ma distinto dal cacciabombardiere, che è primariamente un aereo da caccia e poi un aereo da attacco. Esso è anche correlato al concetto di aereo da interdizione, sviluppato per l'interdizione aerea, ma a differenza di questo, un caccia da attacco ha delle maggiori capacità di attacco aria-aria. Un caccia da attacco è quindi capace di effettuare attacchi contro altri aerei – combattimento aereo come un aereo da caccia – e contro bersagli a terra – attacco aereo come un aereo da attacco –; l'aereo è quindi dotato di un armamento aria-aria (cannoni e missili) e aria-suolo (missili e bombe).
Gli aerei moderni con caratteristiche, impieghi e funzioni simili al caccia da attacco (strike fighter) sono anche chiamati caccia multiruolo (multirole fighter). In passato, altri aerei con caratteristiche simili erano il cacciabombardiere (fighter-bomber), il caccia da interdizione (inglese: interdictor fighter), il bombardiere leggero (inglese: light bomber) o il caccia pesante (heavy fighter).
I caccia da attacco, nel sistema di designazione dei missili e dei droni statunitensi a tre servizi hanno la lettera «F» di fighter (caccia). Tuttavia, se si usasse il sistema di designazione in maniera più precisa – utilizzando rispettivamente le lettere della missione "modificata" e della missione di "base" – i caccia da attacco potrebbero avere la combinazione: «AF» (attack-fighter) o «FA» (fighter-attack), a seconda se la missione di base è rispettivamente la caccia o l'attacco.

## Storia
All'inizio degli anni 1940, il termine "strike fighter" era occasionalmente usato in marina militare per riferirsi ad aerei da caccia capaci di compiere attacchi aerei aria-terra, come il Westland Wyvern, il Blackburn Firebrand e il Blackburn Firecrest.
Il termine "light weight tactical strike fighter (LWTSF)" (in italiano: caccia da attacco tattico leggero) fu usato per descrivere l'aereo che doveva rispettare i requisiti del NBMR-1 della NATO del dicembre 1953. Tra i diversi aerei in competizione vi furono: l'Aerfer Sagittario 2, il Breguet Br 1001 Taon, il Dassault Étendard VI, il Fiat G.91 (vincitore) e il SNCASE SE-5000 Baroudeur.
Il termine è poi entrato nell'uso comune nella United States Navy verso la fine degli anni 1970, diventando la descrizione ufficiale del nuovo McDonnell Douglas F/A-18 Hornet. Nel 1983, la United States Navy ha anche rinominato i suoi squadroni da Fighter Attack a Strike Fighter, per enfatizzare la missione aria-superficie (perché la designazione "Fighter Attack" rimandava più direttamente alla designazione "Fighter", che comportava solo missioni aria-aria).
Questo termine si è poi rapidamente espanso oltre il contesto navale. Quando il McDonnell Douglas F-15E Strike Eagle (vincitore del programma Enhanced Tactical Fighter) entrò in servizio, esso fu originariamente chiamato "dual role fighter", ma poi esso divenne rapidamente noto come "strike fighter".
Nel 1995, il programma militare statunitense Joint Advanced Strike Technology cambiò nome e divenne il programma Joint Strike Fighter, con l'obiettivo di realizzare un caccia d'attacco congiunto per United States Air Force, Navy e Marine. Dal programma JSF discende il Lockheed Martin F-35 Lightning II, un caccia multiruolo di V generazione capace di svolgere missioni di attacco aereo, ricognizione e difesa aerea con capacità stealth.

## Aerei
Elenco (non esaustivo) di aerei classificabili come caccia da attacco / strike fighter
- Shenyang J-16
- Breguet Br 1001 Taon (NBMR-1: LWTSF)
- Dassault Étendard VI (NBMR-1: LWTSF)
- Dassault Super Étendard
- SNCASE SE-5000 Baroudeur (NBMR-1: LWTSF)
- Blackburn Buccaneer
- Blackburn Firebrand
- Blackburn Firecrest
- Folland Gnat
- Westland Wyvern
- Aerfer Sagittario 2 (NBMR-1: LWTSF)
- Fiat G.91 (NBMR-1: LWTSF)
- Sukhoi Su-30MKK
- Sukhoi Su-34
- Boeing F-15SE Silent Eagle
- Boeing X-32[4] (JSF)
- General Dynamics F-16XL
- Lockheed Martin F-35 Lightning II (JSF)
- Lockheed Martin X-35 (JSF)
- McDonnell Douglas F-15E Strike Eagle[5]
- McDonnell Douglas F/A-18 Hornet[6]
- McDonnell Douglas F/A-18 Super Hornet[7]
- Northrop N-156 (NBMR-1: LWTSF)
- Vought A-7 Corsair II

## Videogiochi
- Nel 1984, la MicroProse pubblica "F-15 Strike Eagle", un videogioco di combattimento aereo con lo strike fighter F-15 Strike Eagle, seguito negli anni successivi da "F-15 Strike Eagle II" e "F-15 Strike Eagle III"[8].
- Nel 1991, la CRI Middleware e la SEGA producono "After Burner III", un videogioco di combattimento aereo della serie After Burner, un porting del videogioco Strike Fighter, a sua volta sequel di G-LOC: Air Battle; l'aereo è un Grumman F-14 Tomcat[9][10]. Nel 2000 la SEGA produce "Sega Strike Fighter"; l'aereo è un McDonnell Douglas F/A-18 Hornet[11].
- Nel 1997, la Eidos Interactive pubblica il videogioco "Joint Strike Fighter"[12].
- Nel 2002, la Third Wire pubblica il videogioco "Strike Fighters: Project 1", nel 2004 "Strike Fighters Gold" e nel 2008 "Strike Fighters 2"[13]. Strike Fighter 2: Vietnam, Strike Fighter 2: Europe e Strike Fighters 2 Israel sono invece gli aggiornamenti rispettivamente di Wings Over Vietnam, Wings Over Europe e Wings Over Israel.
- Nel 2011, la Evolved Games pubblica il videogioco "JASF: Jane's Advanced Strike Fighters"[14].